# Abdul Gadrie Koroma
Abdul Gadrie Koroma (* 29. September 1943 in Freetown) ist ein Jurist aus Sierra Leone. Er wirkte als Botschafter seines Heimatlandes in verschiedenen Ländern sowie bei den Vereinten Nationen (UN) und war von 1982 bis 1994 Mitglied der UN-Völkerrechtskommission. Von 1994 bis 2012 gehörte er als Richter dem Internationalen Gerichtshof an.

## Leben
Abdul Koroma wurde 1943 in Freetown geboren und studierte Rechtswissenschaften an der Universität Kiew sowie internationales Recht am King’s College der University of London. Er trat 1964 in seinem Heimatland in den Staatsdienst ein und war ab 1969 für das Außenministerium von Sierra Leone tätig, so unter anderem als Rechtsberater der ständigen Mission des Landes bei den Vereinten Nationen (UN) sowie später als bevollmächtigter Botschafter bei den UN. Parallel dazu war er als Hochkommissar von Sierra Leone in Jamaika und Trinidad und Tobago sowie als Botschafter in Südkorea und Kuba akkreditiert. Weitere diplomatische Positionen umfassten Tätigkeiten als bevollmächtigter Botschafter in Belgien, Frankreich, Luxemburg und in den Niederlanden sowie gegenüber den Europäischen Gemeinschaften, der Organisation der Vereinten Nationen für Erziehung, Wissenschaft und Kultur (UNESCO) und der Organisation für Afrikanische Einheit mit Akkreditierung für Äthiopien, Kenia, Tansania und Sambia.
Bei den Vereinten Nationen war er als Delegierter an verschiedenen internationalen Konferenzen beteiligt und wirkte in einer Reihe von UN-Organen, so beispielsweise der Kommission der Vereinten Nationen für internationales Handelsrecht (UNCITRAL) und dem Ausschuss für die friedliche Nutzung des Weltraums. Von 1982 bis 1994 gehörte er der Völkerrechtskommission an, darunter 1991 als deren Vorsitzender. Darüber hinaus war er Präsident der Afrikanischen Gesellschaft für internationales Recht und vergleichende Rechtswissenschaft, Berater des Internationalen Komitees vom Roten Kreuz (IKRK) und von 1999 bis 2006 Präsident des Zentrums für humanitären Dialog in Genf. Seine Aktivitäten im Bereich des internationalen Rechts umfassten unter anderem die völkerrechtliche Verantwortlichkeit von Staaten, das Selbstbestimmungsrecht und andere Aspekte der Menschenrechte, das humanitäre Völkerrecht und das Völkerstrafrecht sowie die friedliche Beilegung internationaler Konflikte.
Von 1994 bis 2012 war Abdul Koroma Richter am Internationalen Gerichtshof in Den Haag. Seit März 2013 fungiert er als Richter am Verwaltungsgericht der Weltbank. 2016 wurde Koroma zum Vertreter Osttimors in der Kommission des Schlichtungsverfahrens (auf Grundlage des Seerechtsübereinkommens) zur Lösung der Grenzstreitigkeiten zwischen Australien und Osttimor ernannt.

## Auszeichnungen
Abdul Koroma wurde von der University of Sierra Leone ein Ehrendoktortitel sowie von der Gujarat National Law University in Indien eine Ehrenprofessur verliehen. Darüber hinaus ist er Honorary Bencher (berufenes Seniormitglied) der englischen Anwaltskammer Lincoln’s Inn, Mitglied des Institut de Droit international und Großoffizier des Ordens der Republik Sierra Leone.